# Carios viguerasi
Carios viguerasi är en fästingart som beskrevs av Cooley och Glen M. Kohls 1941. Carios viguerasi ingår i släktet Carios och familjen mjuka fästingar. Inga underarter finns listade.